# Microcaecilia iwokramae
Microcaecilia iwokramae is een wormsalamander uit de familie Siphonopidae. De soort werd voor het eerst wetenschappelijk beschreven door Wake & Donnelly in 2009.
Het was lange tijd de enige soort uit het geslacht Caecilita. Volgens onderzoek in 2014 betrof het echter een soort uit het geslacht Microcaecilia, waarvan Caecilita dan een jonger synoniem is. De reden van de toewijzing tot een eigen geslacht zou het ontbreken van longen zijn, maar later werd ontdekt dat de wormsalamander wel degelijk longen bezit.
De wormsalamander komt voor in Zuid-Amerika en leeft endemisch in Guyana.
Microcaecilia iwokramae is een landbewoner. Toen men het dier ontdekte, werd gedacht dat het de enige landbewonende wormsalamander was die geen longen bezit en dat het geen open neusgaten heeft. Later werd ontdekt dat dit een vergissing was: het dier heeft wel longen en heeft kleine, open en werkende neusgaten.